# DNCE
DNCE (транскр.  Ди-Ен-Си-И) био је амерички поп бенд. Групу чине певач Џо Џонас, бубњар Џек Лоулес, басиста и клавијатуриста Кол Витл и гитаристкиња ЏинЏу Ли. Њихов деби сингл „Cake by the Ocean” достигао је високе позиције на топ листама широм света.

## Дискографија
Студијски албуми
- DNCE (2016)